# Shuitianba, Hubei
Shuitianba (kinesiska: 水田坝, 水田坝乡) är en socken i Kina. Den ligger i provinsen Hubei, i den centrala delen av landet, omkring 350 kilometer väster om provinshuvudstaden Wuhan. Antalet invånare är 31 180. Befolkningen består av 14 964 kvinnor och 16 216 män. Barn under 15 år utgör 10,0 %, vuxna 15-64 år 77 %, och äldre över 65 år 11,0 %.
Runt Shuitianba är det ganska tätbefolkat, med 166 invånare per kvadratkilometer. Närmaste större samhälle är Guojiaba, 16,0 km söder om Shuitianba. I omgivningarna runt Shuitianba växer i huvudsak blandskog.
Genomsnittlig årsnederbörd är 1 307 millimeter. Den regnigaste månaden är augusti, med i genomsnitt 236 mm nederbörd, och den torraste är december, med 14 mm nederbörd.